# Bedak Jurček
Bedak Jurček (izvirni naslov je Klods Hans) je pravljica danskega pisatelja Hansa Christiana Andersena, ki jo je napisal leta 1855.

## Vsebina
Živel je stari graščak, ki je imel dva sinova, ki sta bila zelo pametna in enega, ki so ga imeli vsi za bedaka, ker ni bil tako pameten kot ona dva. Nekega dne je kraljeva hči razglasila, da se bo poročila s tistim, ki bo znal njene besede najbolje obrniti. Na dan snubitve je stari graščak podaril sinovoma vsakemu svojega konja. Takrat pa se prikaže tretji brat, ki se tudi želi potegovati za kraljevo hčer. Kljub posmehu, ki ga je bil deležen, se je povzpel na svojega kozla in odšel za bratoma. Na poti je našel mrtvo vrano, star cokel brez zgornjega dela in blato, ki si ga je natlačil v žepe. Ko je te »najdbe« pokazal bratoma in jima rekel, da jih nese kraljični, sta se mu zasmejala in odjahala naprej. Okoli gradu so se že zbirali radovedneži, ki so prišli gledati kraljično, kako sprejema snubce. Snubci so, ko so stopili v dvorano, onemeli. Ko je prišel na vrsto prvi sin je rekel kraljični, da ima strašno vročino, ona pa mu je odgovorila, da njen oče peče mlade petelinčke. Na tak odgovor pa ni bil pripravljen in ni več vedel kaj naj reče, zato ga je kraljična odslovila. Nato je prišel na vrsto drugi sin. Tudi pri njemu se je ponovila ista zgodba, ko mu je kraljična povedala, da oče peče mlade petelinčke - ostal je brez besed. Nato pa je v dvorano na svojem kozlu prijahal bedak Jurček. Dejal je, da imajo strašno vročino in kraljična mu odvrne, da pečejo mlade petelinčke. Jurček pa vzame vrano in reče, da bi jo lahko spekli zraven. Kraljična pa mu odvrne, da nima posode na kateri bi spekla vrano, zato ji Jurček pokaže staro coklo. Kraljična še zmeraj ni bila zadovoljna - hotela je še polivko. Takrat pa vzame Jurček iz žepa še blato. Hotela ga je še malo prestrašiti in mu povedala, da pisarji zapisujejo vsako njuno besedo. Jurček pa se je domislil in vrgel blato v obraz glavnemu pisarju. Po tem dogodku je bila kraljična tako zelo zadovoljna z Jurčkom, da ga je vzela za moža. Tako je bedak Jurček postal kralj, dobil je ženo in krono.

## Predstavitev lika
Bedak Jurček je potomec starega graščaka. Zato vsi ljudje okoli njega pričakujejo, da bo tako pameten in učen, kot se za tako visok sloj spodobi. Ker pa je Jurček bolj običajen in preprost fant in ne ustreza merilom ljudstva, se mu vsi posmehujejo in se norčujejo iz njega. Vendar pa se kljub posmehu ne vda in dela po svoji volji. Tako se z bratoma odpravi snubit kraljevo hčerko. Na poti najde tri »uporabne« stvari, ki jih bo podaril kraljični v dar. In ko pride pred njo, ji dokaže, da zna uporabljati svojo »pamet«, kar kraljična zelo ceni, saj hoče za moža nekoga, ki bo pravično vladal in se ne bo oziral le na zakone. Takšen kralj bi bil dober, saj bi ga ljudstvo imelo zelo rado. 
Jurček v bistvu bister fant, ki zna sukati svoj jezik in zmeraj najde rešitev iz zagate. Kljub temu, da sta imela njegova brata več pameti, pa je bil na koncu Jurček tisti, ki se je poročil s kraljevo hčerko. 
Iz tega sledi, da pamet ni zmeraj vse in da včasih razum prevlada. Zato je bolje uporabljati svojo logiko, kot pa tisto, kar nas učijo knjige in nam vsiljujejo drugi. A pri tem moramo paziti, da vemo vsaj osnovna dejstva na podlagi katerih gradimo naprej.

## Izdaje
Bedak Jurček se prvič pojavi v slovenščini leta 1988 v zbirki Mladinske knjige, ki se imenuje Zlata ptica. Leta 2001 in kasneje tudi 2006 izide v knjigi Najlepše pravljice prav tako pod okriljem založbe Mladinske knjige. Leta 2005 pa izide kot samostojna knjiga in je prepesnitev stare zgodbe.